# Гремио Новуризонтино
«Гре́мио Новуризонти́но», также широко используется вариант просто «Новуризонти́но» (порт. Grêmio Novorizontino) — бразильский футбольный клуб из города Нову-Оризонти штата Сан-Паулу.

## История

### «Гремио Эспортиво Новуризонтино» (1973—1999)
Главный футбольный клуб в Нову-Оризонти впервые был образован 11 марта 1973 года. Сначала клуб назывался «Пима» (Pima Futebol Clube), поскольку большая часть основателей работала на одноимённой обувной фабрике. В 1976 году клуб получил профессиональный статус и его президент Арнелдо Саурессинг, выходец из штата Риу-Гранди-ду-Сул, предложил сменить название в честь знаменитого клуба из Порту-Алегри — «Гремио Эспортиво Новуризонтино». Этот клуб в 1990 году занял второе место в Лиге Паулисте, а в 1994 году выиграл Серию C Бразилии. В 1989, 1991 и 1995 годах команда выступала в бразильской Серии B. В 1999 году «Гремио Эспортиво Новуризонтино» был объявлен банкротом и прекратил существование.

### Современный клуб
В 2001 году футбол вернулся в Нову-Оризонти. Новый клуб был назван «Гремио Новуризонтино». Его эмблема была почти полной копией прежнего клуба. Команда стала использовать те же цвета (жёлтый, чёрный и белый), а также стадион («Жоржан»), что и старый клуб. Почти целое десятилетие «Гремио Новуризонтино» играл на любительском уровне. 1 марта 2010 года клуб стал профессиональным, и именно эта дата считается днём рождения «Гремио Новуризонтино». В 2012 году клуб заявился во Второй дивизион чемпионата штата (четвёртый по уровню дивизион), причём даже некоторые авторитетные СМИ явно указывают на правопреемство современного «Новуризонтино» старому «Гремио Эспортиво Новуризонтино». Более того, руководство клуба подписало 38-летнего ветерана Алесандро Камбальоту в качестве единственного игрока старше 23 лет, допущенного к соревнованию по регламенту — Камбальота успел поиграть ещё за старый клуб, что стало ещё одним символом исторической связи.
По итогам сезона 2015 года «Новуризонтино» занял второе место в Лиге Паулисте A2, и получил путёвку в высший дивизион чемпионата штата на 2016 год.
В 2018 году команда дебютировала в бразильской Серии D. По итогам сезона 2020 «Гремио Новуризонтино» пробился в Серию C. Это случилось после двух побед в 1/4 финала Серии D над «Фаст Клубом» — 1:0 и 3:0.
В 2021 году «Гремио Новуризонтино» сумел пробиться в финальный групповой этап в Серии C. В последнем туре «тигры» обыграли 2:0 «Манаус» — прямого конкурента за второе место в группе, и благодаря этому завоевали путёвку в Серию B на следующий сезон. Таким образом, за 10 лет команда сумела пять раз повыситься в классе.

## Достижения
«Гремио Новуризонтино»
- Чемпион Серии A3 штата Сан-Паулу (1): 2014

«Гремио Эспортиво Новуризонтино»
- Вице-чемпион штата Сан-Паулу (1): 1990
- Чемпион бразильской Серии C (1): 1994